# Beast Quest
Beast Quest è una serie di libri creata dallo scrittore inglese Adam Blade. Le storie sono di genere fantasy, ambientate nel medioevo, e hanno come protagonista un ragazzo di nome Tom, che dovrà dimostrare di essere un cavaliere all'altezza del suo padre perduto, Taladon il Fulmineo.
I libri sono articolati in varie parti: solitamente a gruppi di sei, i libri appartengono a un sottogruppo di "Beast Quest", es. "L'Armatura d'Oro", "L'amuleto di Avantia", e così via...
In Italia sono stati pubblicati soltanto i primi trentasei, ma in Inghilterra sono stati pubblicati numerosi libri, alcuni scritti in collaborazione con altri autori, e alcuni sono previsti per il 2017. Sommati alla seconda serie realizzata da Blade, ovvero Sea Quest, i libri diventano in totale circa centottanta.

## Trama
La storia ha come protagonista il giovane Tom, che ha perso suo padre, Taladon il Fulmineo, quando era ancora neonato, e ha vissuto con gli zii in un piccolo villaggio chiamato Errinel. Ha perso anche sua madre, che si scoprirà in seguito chiamarsi Freya: entrambi i genitori erano Maestri delle Bestie. Le Bestie sono creature leggendarie del Regno di Avantia (in cui si svolgono gli eventi) e anche di altri regni, come Gorgonia che comparirà tempo dopo.
Ad Avantia sono presenti sei bestie, che sono state assoggettate dal mago oscuro Malvel e stanno distruggendo il regno. Diversa gente si presenta al castello del Re Hugo, tra cui Tom per conto del suo villaggio. Si scopre allora che Taladon era un cavaliere del re, e lui e il mago Aduro capiscono che Tom è suo figlio.
Allora il ragazzo intraprende una missione: deve liberare le sei bestie, per far diminuire il potere di Malvel. In ogni libro della prima serie, affronterà una Bestia diversa. Le sei Bestie (nell'ordine in cui compaiono nei libri) sono: Ferno, il Signore del Fuoco; Sepron, il Serpente Marino; Arcta, il Gigante della Montagna; Tagus, l'uomo cavallo; Nanook, il Mostro delle Nevi; Epos, l'Uccello Infuocato.